# Gørslev Sogn
Gørslev Sogn er et sogn i Køge Provsti (Roskilde Stift).
I 1800-tallet var Gørslev Sogn anneks til Vollerslev Sogn. Begge sogne hørte til Bjæverskov Herred i Præstø Amt. Vollerslev-Gørslev sognekommune var i 1966 med i den frivillige kommunesammenlægning, som ved kommunalreformen i 1970 blev til Skovbo Kommune. Den indgik ved strukturreformen i 2007 i Køge Kommune.
I Gørslev Sogn ligger Gørslev Kirke.
I sognet findes følgende autoriserede stednavne:
- Bøgede (bebyggelse, ejerlav)
- Fikintevænge (bebyggelse)
- Gørslev (bebyggelse, ejerlav)
- Gørslev Overdrev (bebyggelse)
- Kongsted (bebyggelse, ejerlav)
- Lerbæk (bebyggelse)
- Mikkelborg (bebyggelse)
- Nyvang (bebyggelse)
- Skelbæk (bebyggelse)
- Slimminge (bebyggelse, ejerlav)
- Tangerhuse (bebyggelse)
- Tangerne (areal)
- Vestervang (bebyggelse)
- Østervang (bebyggelse)